# جاك بلومفيلد
جاك بلومفيلد (بالإنجليزية: Jack Bloomfield)‏ هو لاعب كرة قاعدة أمريكي، ولد في 7 أغسطس 1932 في مونتي ألتو في الولايات المتحدة.

## وصلات خارجية
- جاك بلومفيلد على موقع الدوري الياباني لكرة القاعدة (الإنجليزية)
- جاك بلومفيلد على موقعبيزبول رفرنس.كوم (الدوري الثانوي) (الإنجليزية)